# Leksaksmuseet, Stockholm
Leksaksmuseet i Stockholm visar leksaker från ett tiotal storsamlares depositioner, ett antal gåvor och donationer samt egna föremål. Tidsmässigt sträcker sig utställningen från 1800-talsdockor till Star Wars och superhjältar. Till museets föremål räknas bland annat Barbiedockor, porslinsdockor, Lego, bilar, kramdjur, Star Wars-figurer, mekaniska leksaker såsom modellångmaskiner samt olika spel. Museet visar ”Världshistorien i tennfigurer”. I utställningen finns även Järnvägssällskapets modelljärnväg och en barnteaterverksamhet.

## Historia
Museet invigdes 1980 och låg då vid Mariatorget på Södermalm i  Stockholm. Museets första chef var ingenjören och politikern Stig Dingertz. Åren 2005–2017 låg Leksaksmuseet i Söderdepån på Södermalm, med samma entré som Stockholms Spårvägsmuseum. I samband med stängningen av Spårvägsmuseet i september 2017 stängdes även Leksaksmuseet. Leksaks- och samlarmuseet öppnades igen i Saltsjö Pir i Fisksätra, i anslutning till Historiearvsmuseet i Nacka den 26 maj 2018.

## Ur samlingarna

Modelljärnvägar
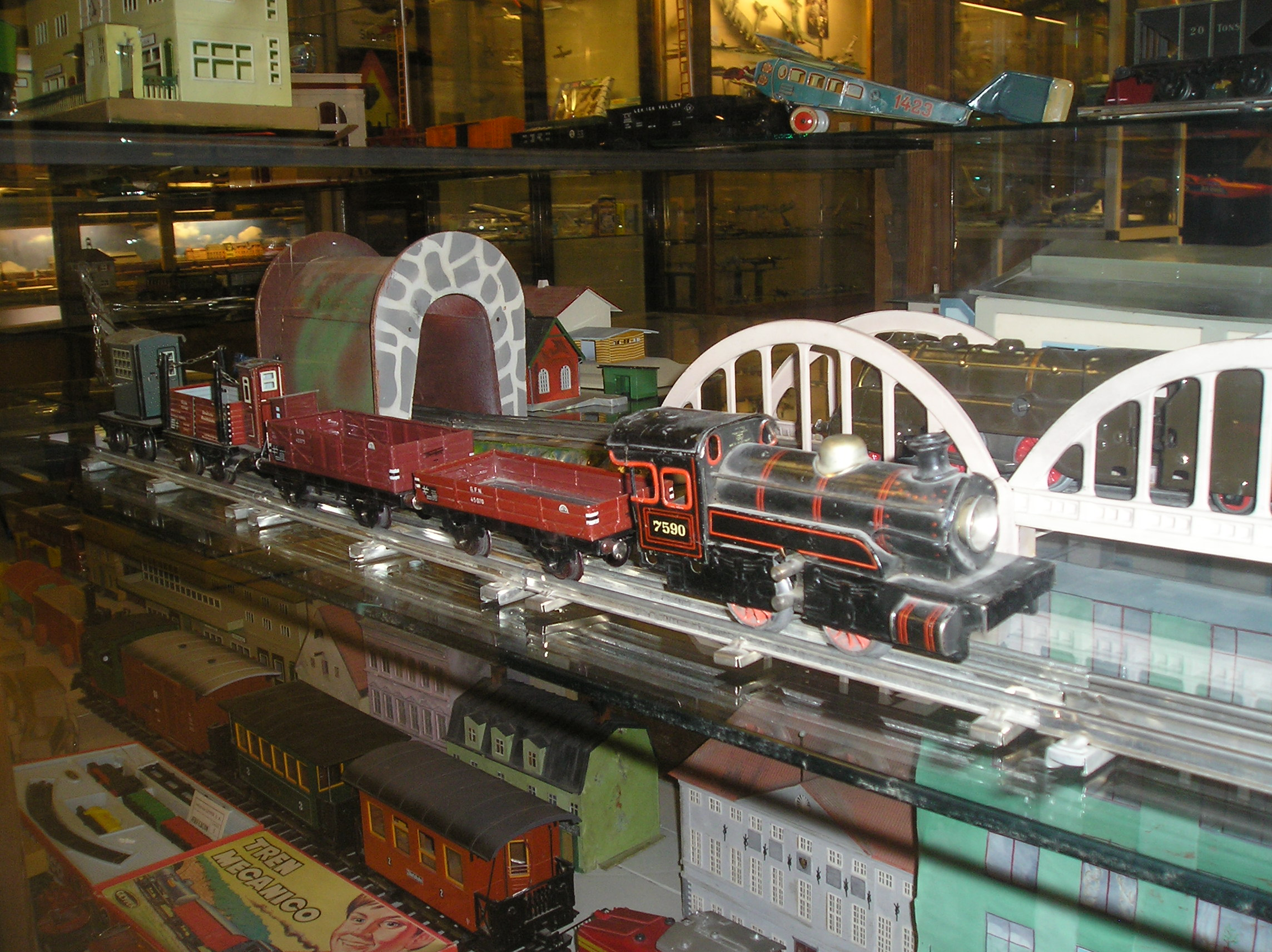
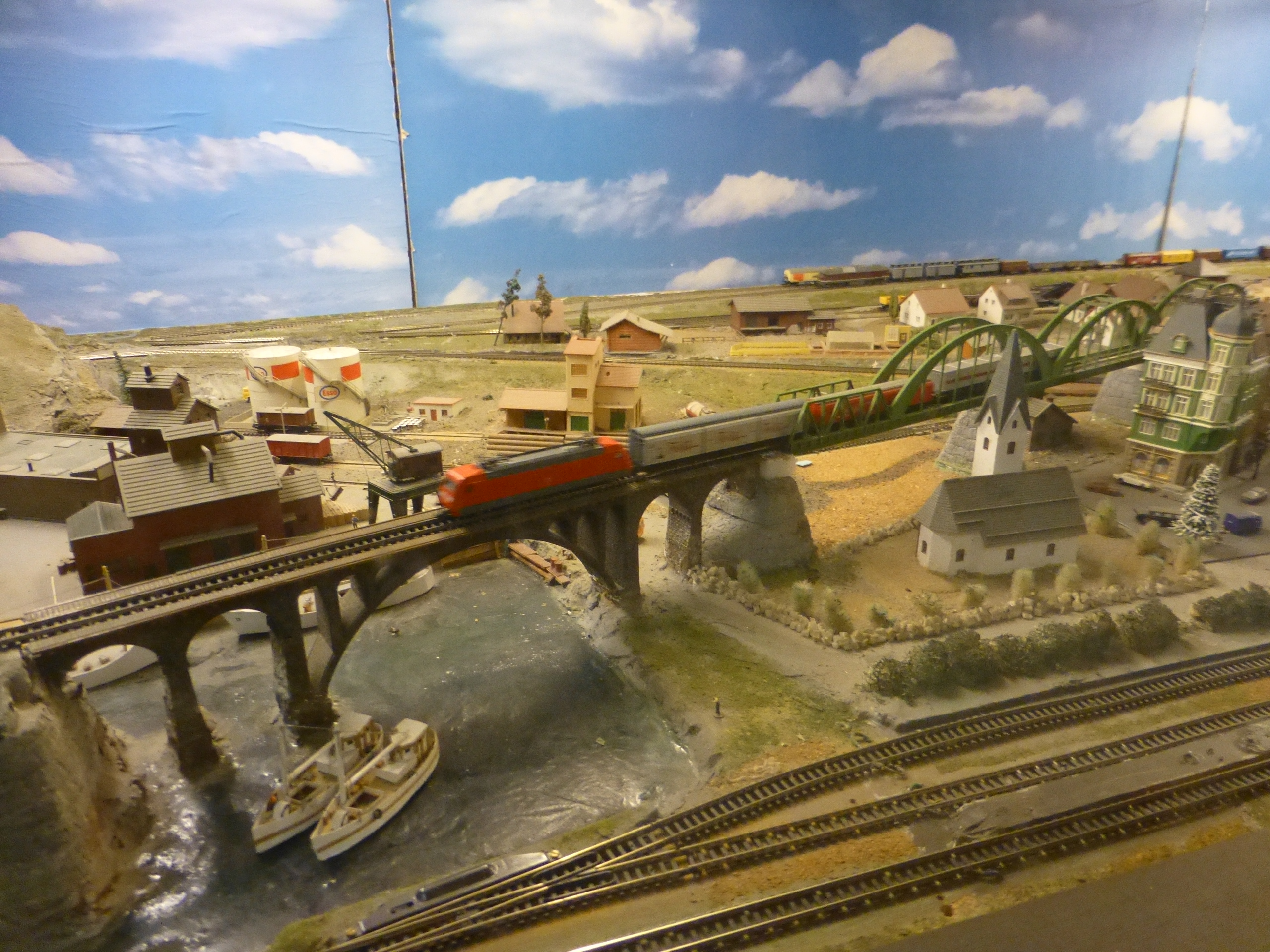
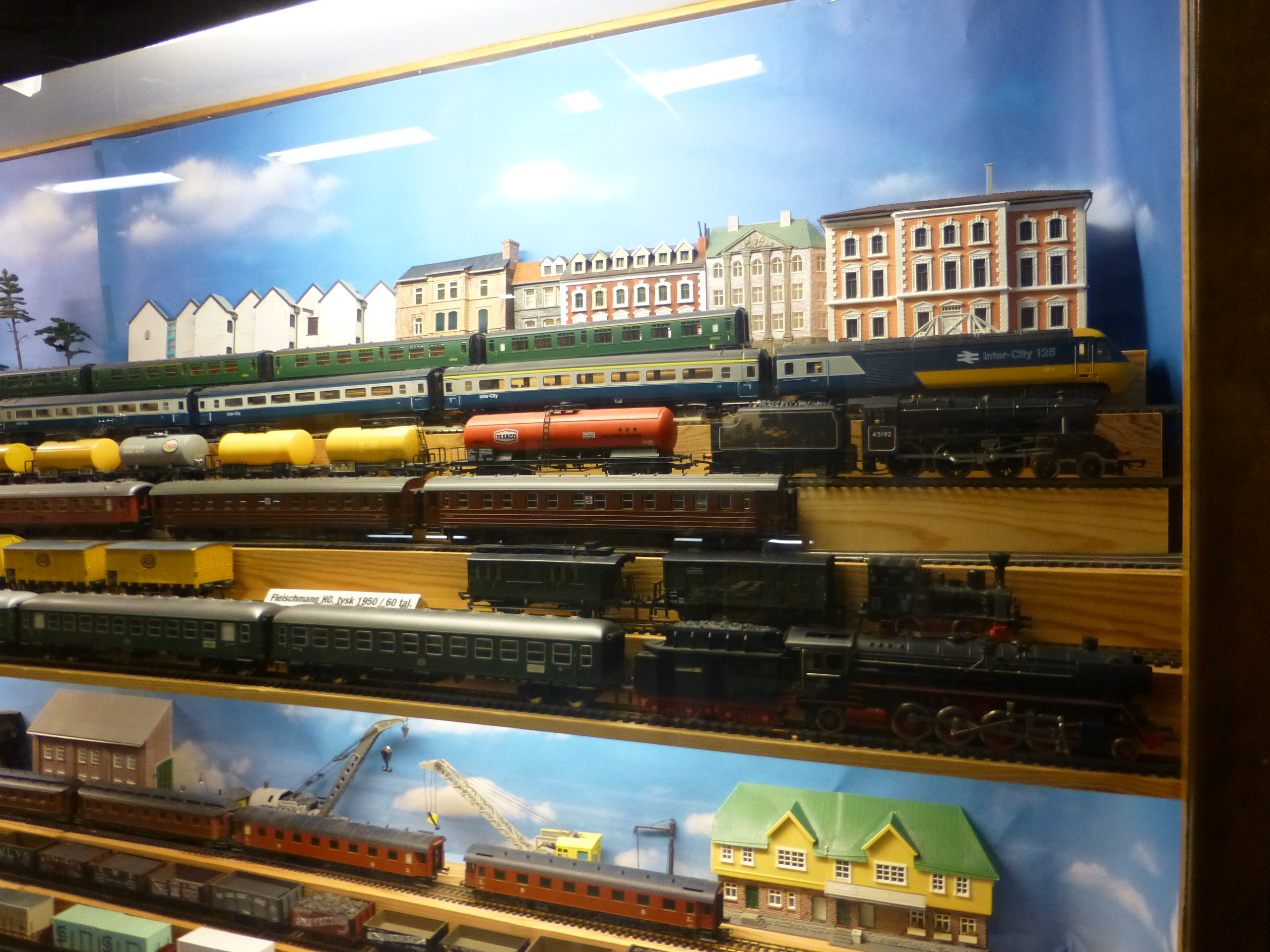
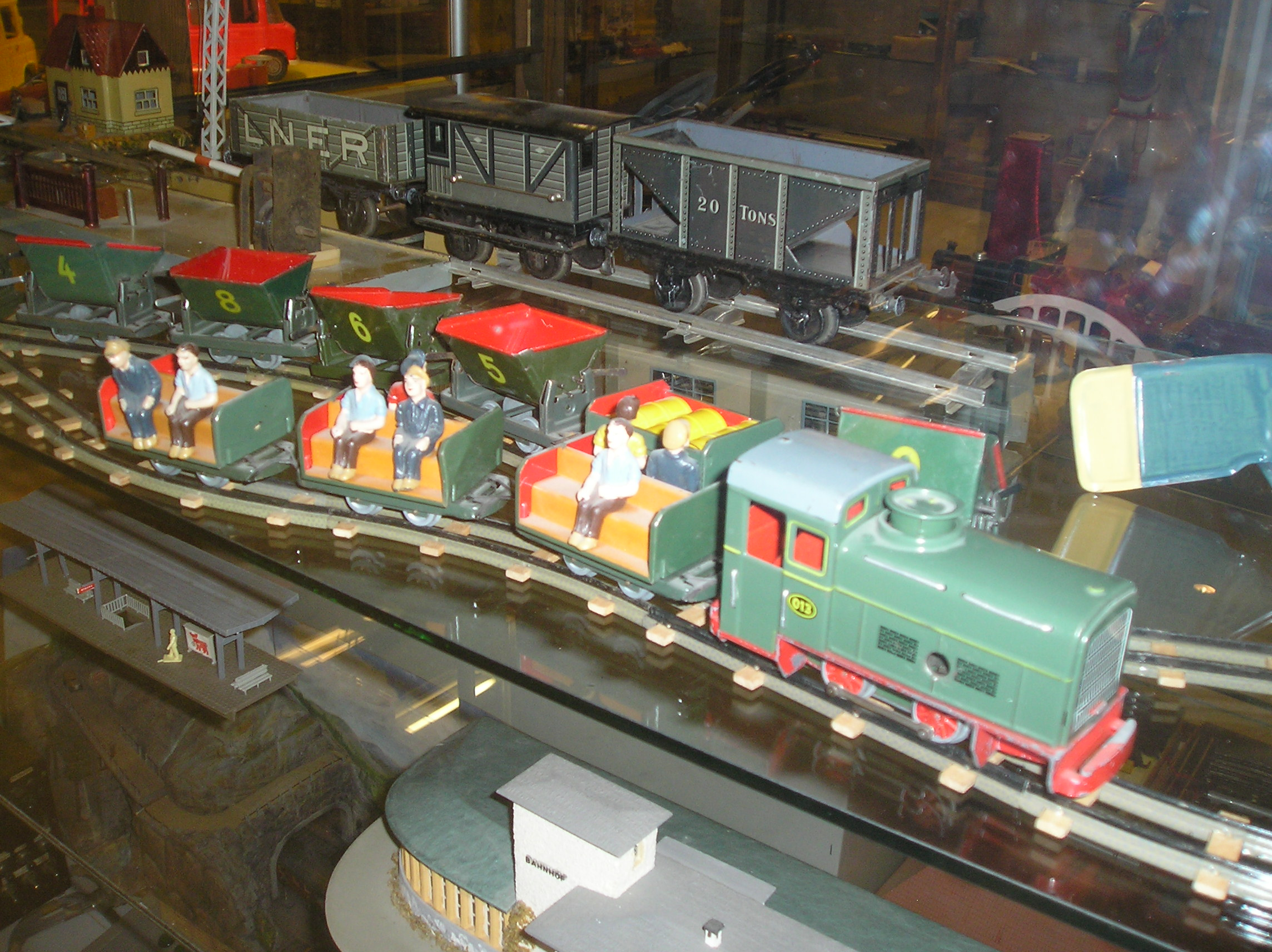

Annat
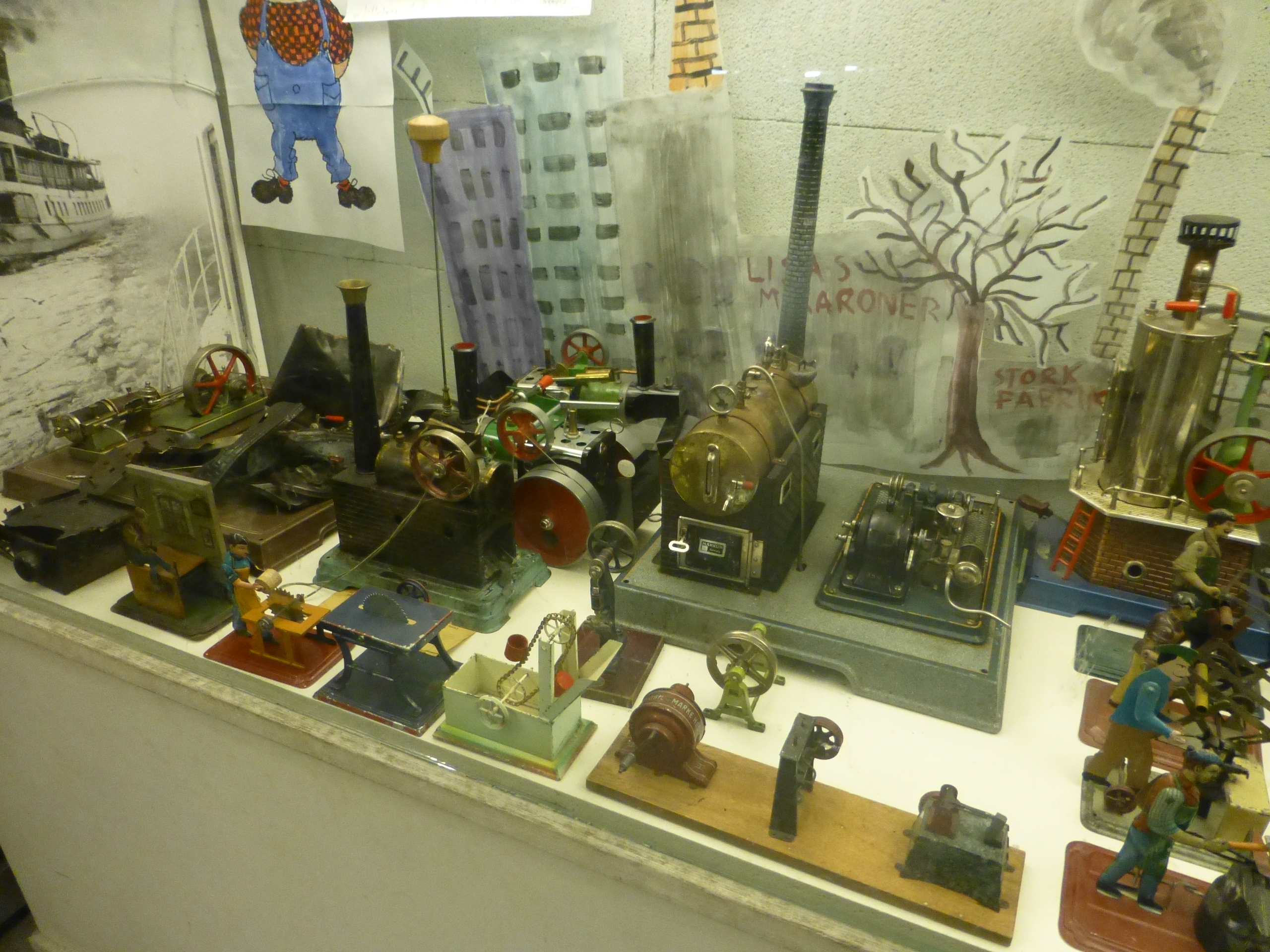
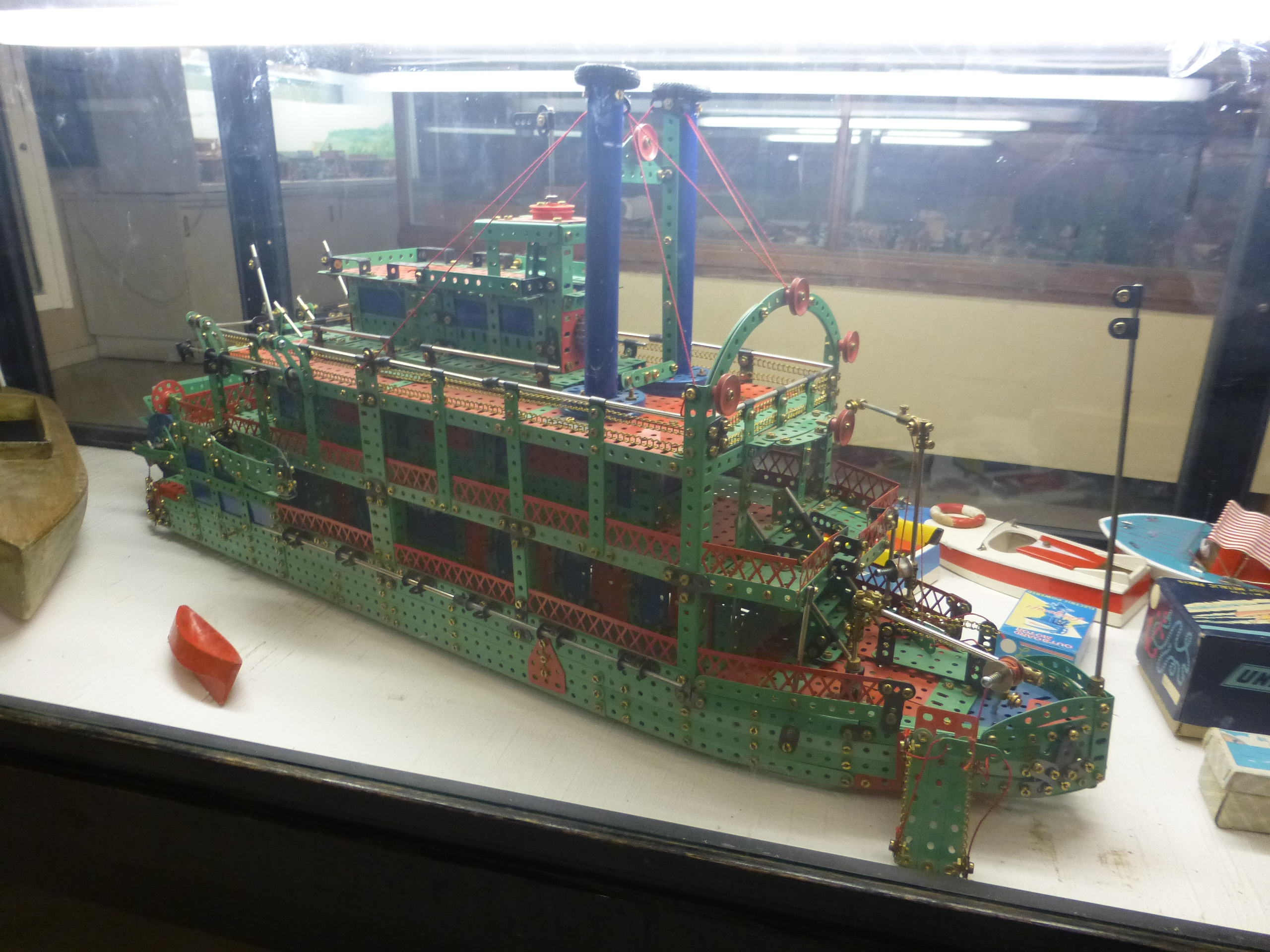
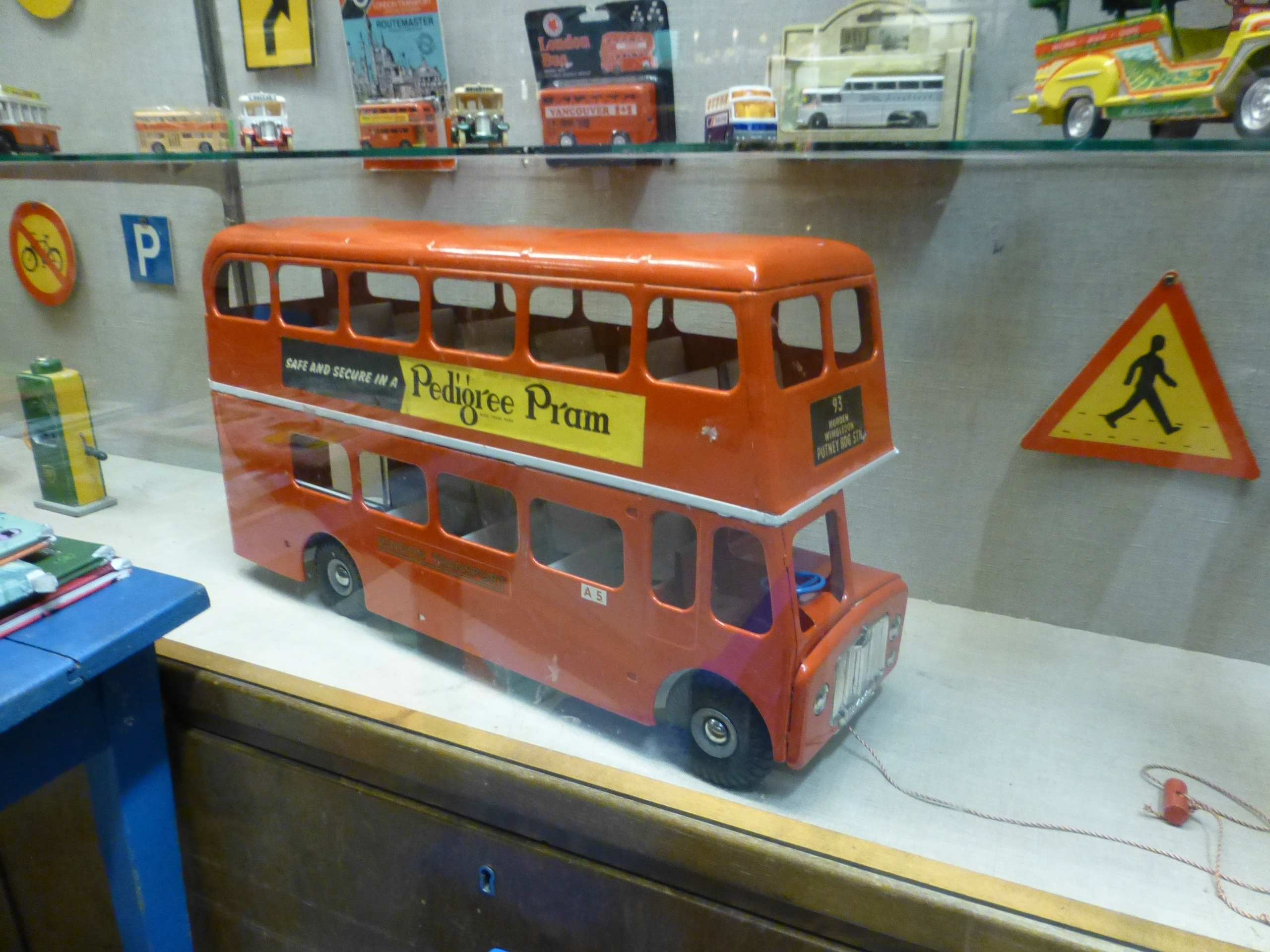
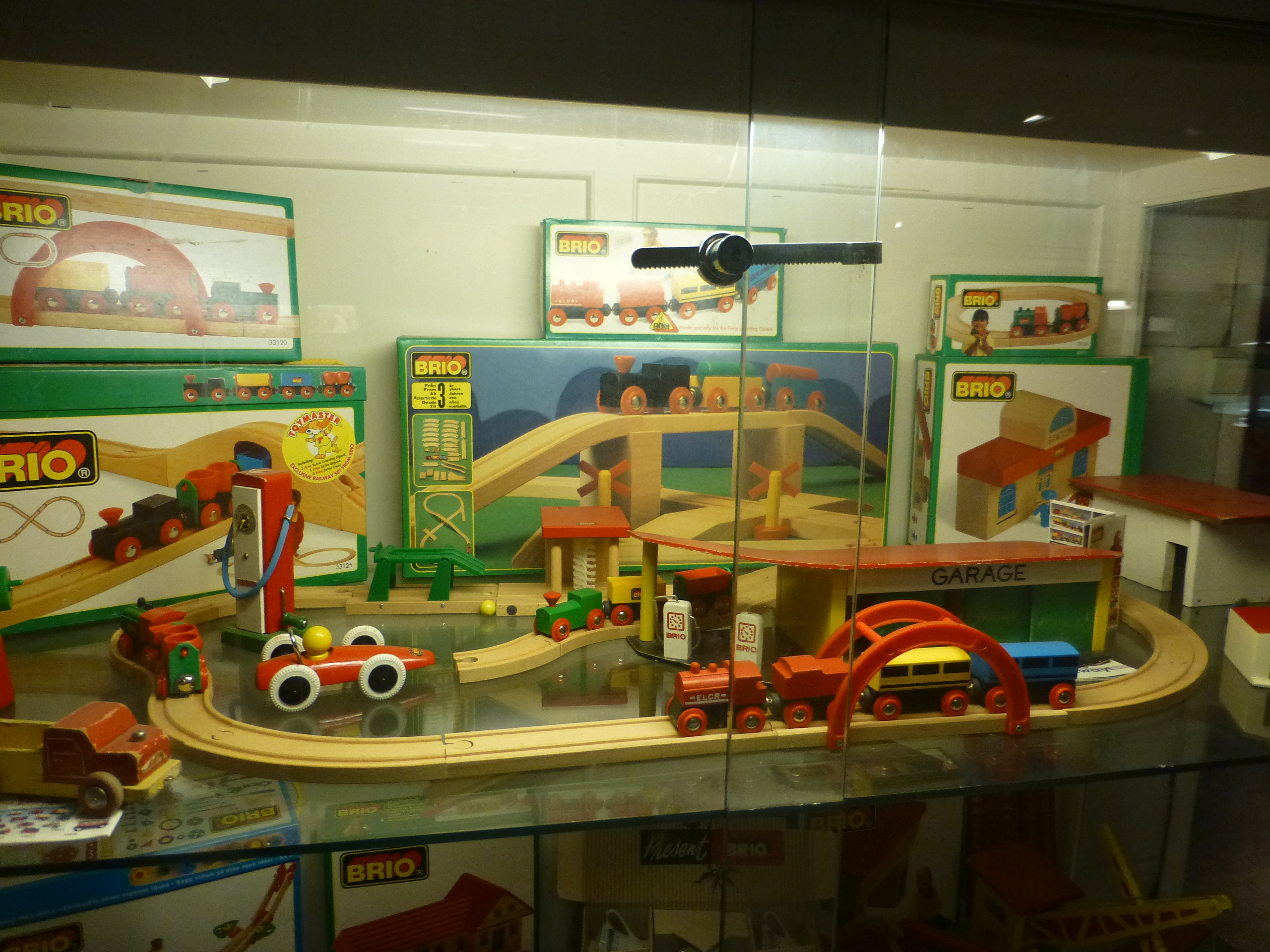